# 安田虎士朗
安田 虎士朗（やすだ こじろう、2003年8月14日 - ）は、石川県出身のプロサッカー選手。Jリーグ・テゲバジャーロ宮崎所属。ポジションはミッドフィールダー（MF）。

## 来歴
石川県出身で小学生までは符津スポーツ少年団に在籍していたが、中学生からはFC東京のアカデミーに所属する。U-15深川時代には高円宮杯U-15大会を制した。U-18チームに所属していた2019年8月、2種登録選手としてトップチームに登録された。

2020年・2021年もトップチームに登録され、2021年5月19日のルヴァンカップ・大分トリニータ戦でトップチームデビューを果たした。9月20日、2022年シーズンからのトップチーム昇格内定が発表された。
2023年より栃木SCに育成型期限付き移籍で加入。
2024年3月19日、テゲバジャーロ宮崎へ育成型期限付き移籍。同年12月21日、育成型期限付き移籍の延長が発表された（FC東京との対戦時には出場できない条件付き）。2025年3月2日、J3第3節・栃木SC戦で初ゴール。

## 所属クラブ
- 2010年 - 2012年 金沢南ジュニアサッカークラブ
- 2012年 - 2016年 符津スポーツ少年団サッカー部
- 2016年 - 2019年 FC東京U-15深川
- 2019年 - 2021年 FC東京U-18
  - 2019年8月 - 2021年  FC東京 (2種登録選手)[9][10]
- 2022年 -  FC東京
  - 2023年  栃木SC (育成型期限付き移籍)
  - 2024年 -  テゲバジャーロ宮崎 (育成型期限付き移籍)

## 個人成績
| 国内大会個人成績 | 国内大会個人成績 | 国内大会個人成績 | 国内大会個人成績 | 国内大会個人成績 | 国内大会個人成績 | 国内大会個人成績 | 国内大会個人成績 | 国内大会個人成績 | 国内大会個人成績 | 国内大会個人成績 | 国内大会個人成績 |
| 年度             | クラブ           | 背番号           | リーグ           | リーグ戦         | リーグ戦         | リーグ杯         | リーグ杯         | オープン杯       | オープン杯       | 期間通算         | 期間通算         |
| 年度             | クラブ           | 背番号           | リーグ           | 出場             | 得点             | 出場             | 得点             | 出場             | 得点             | 出場             | 得点             |
| 日本             | 日本             | 日本             | 日本             | リーグ戦         | リーグ戦         | リーグ杯         | リーグ杯         | 天皇杯           | 天皇杯           | 期間通算         | 期間通算         |
| ---------------- | ---------------- | ---------------- | ---------------- | ---------------- | ---------------- | ---------------- | ---------------- | ---------------- | ---------------- | ---------------- | ---------------- |
| 2019             | F東23            | -                | J3               | 9                | 0                | -                | -                | -                | -                | 9                | 0                |
| 2021             | FC東京           | 45               | J1               | 0                | 0                | 1                | 0                | 1                | 0                | 2                | 0                |
| 2022             | FC東京           | 45               | J1               | 1                | 0                | 2                | 0                | 2                | 0                | 5                | 0                |
| 2023             | 栃木             | 45               | J2               | 13               | 0                | -                | -                | 2                | 0                | 15               | 0                |
| 2024             | FC東京           | 45               | J1               | 0                | 0                | 0                | 0                | 0                | 0                | 0                | 0                |
| 2024             | 宮崎             | 50               | J3               | 27               | 0                | -                | -                | 0                | 0                | 27               | 0                |
| 2025             | 宮崎             | 50               | J3               |                  |                  |                  |                  |                  |                  |                  |                  |
| 通算             | 日本             | 日本             | J1               | 1                | 0                | 3                | 0                | 3                | 0                | 7                | 0                |
| 通算             | 日本             | 日本             | J2               | 13               | 0                | -                | -                | 2                | 0                | 15               | 0                |
| 通算             | 日本             | 日本             | J3               | 36               | 0                | -                | -                | 0                | 0                | 36               | 0                |
| 総通算           | 総通算           | 総通算           | 総通算           | 50               | 0                | 3                | 0                | 5                | 0                | 58               | 0                |

- 2019年 - 2021年は2種登録選手。2020年は2種登録選手としての公式戦出場無し。

出場歴
- Jリーグ初出場 - 2019年8月31日 J3第21節 vsいわてグルージャ盛岡（いわぎんスタジアム）
- Jリーグ初得点 - 2025年3月2日 J3第3節 vs栃木SC （栃木県グリーンスタジアム）

## タイトル

### クラブ
FC東京U-15深川
- 高円宮杯 JFA 全日本U-15サッカー選手権大会：（2018年）

## 代表歴
- U-15日本代表
  - デッレナツィオーニトーナメント（2018年）
- U-17日本代表
  - JENESYS2019 青少年サッカー交流大会（2020年）